# Piotr Stempkowski
Piotr Stempkowski (Stępkowski) herbu Suchekomnaty – stolnik królewski, stolnik wolyński w latach 1621-1637.
Deputat na Trybunał Główny Koronny z województwa wołyńskiego w 1619, 1628 roku.